# Hellinsia ruhuruinia
Hellinsia ruhuruinia – gatunek motyli z rodziny piórolotkowatych.
Gatunek ten opisany został w 2011 roku przez Ceesa Gielisa.
Motyl o ciemnobrązowym czole, jasnobrązowym ciemieniu, brązowych czułkach, beżowobrązoym tułowiem z białymi bokami śródtułowia, brązowo-beżowym odwłoku, a tylnych nogach brązowych z częściowo kremowobiałymi stopami. Przednie skrzydła mają rozpiętość od 19 do 22 mm, wcięte są od 3/5 długości, z wierzchu są beżowobrązowe z ciemnobrązowymi znakami, od spodu ciemnobrązowe. Tylne skrzydła z wierzchu są szarobrązowe lub ciemniejsze, od spodu ciemnobrązowe z czarnymi łuskami wzdłuż żyłek. Strzępiny przednich skrzydeł są ciemnoszarobrązowe do ciemnobrązowe, tylnych szarobrązowe do ciemnoszarobrązowych. Samiec ma na prawej walwie długi wyrostek sakularny z dwom haczykowatymi wyrostkami, na lewej walwie zaś skleryt sakulrany i dwie małe wypustki w części dystalnej.
Owad afrotropikalny, znany z Kenii i Parku Narodowego Nyungwe w Rwandzie.